# Лаутербах, Ингрид
Ингрид Лаутербах (англ. Ingrid Lauterbach; род. 6 июня 1960) — английская шахматистка, международный мастер (1987) среди женщин.
В составе сборных Германии и Англии участница трёх Олимпиад (1990 — за Германию, 2008—2010 — за Англию) и четырёх командных чемпионатов Европы за Англию (1999, 2005—2009).

## Изменения рейтинга
| Графики недоступны из-за технических проблем. См. информацию на Фабрикаторе и на mediawiki.org. |